# 911 (roman)
Pour les articles homonymes, voir 911 (homonymie).
911 (titre original : Black Flies) est un roman de Shannon Burke paru en 2008.

## Résumé
À New York, au milieu des années 1990, Ollie Cross est un jeune ambulancier sur le point de passer le concours de médecine. Il va découvrir la « faune » urbaine entre scènes de crime, crises de manque et patients désespérés. Il fait équipe avec Gene Rutkovsky, un médecin expérimenté qui tente de maintenir son désir d'aider les autres, malgré son insensibilité croissante. Cross et son partenaire sont confrontés à l'enfer quotidien de la violence, dans une lutte qui oscille entre le bien et le mal.

## Prix et honneurs
- Prix Mystère de la critique 2015
- Sélection au Prix SNCF du Polar 2017

## Éditions
Edition originale en anglais
- (en) Shannon Burke, Black Flies, Soft Skull Press, 2008  (ISBN 978-1593761912) - édition américaine

Edition française
- Shannon Burke (auteur) et Diniz Galhos (traduction), 911 [« Black Flies »], Paris, Sonatine Éditions, 2014  (ISBN 978-2-35584-253-5)

## Adaptation cinématographique
- 2023 : Black Flies, film réalisé par Jean-Stéphane Sauvaire, avec Sean Penn et Tye Sheridan.